# Stenocopia longiseta
Stenocopia longiseta is een eenoogkreeftjessoort uit de familie van de Ameiridae. De wetenschappelijke naam van de soort is voor het eerst geldig gepubliceerd in 1964 door Bozic.